# Hryniewicze (obwód brzeski)
Hryniewicze (biał. Грынявічы, Hryniawiczy; ros. Гриневичи, Griniewiczi) – wieś na Białorusi, w obwodzie brzeskim, w rejonie prużańskim, w sielsowiecie Suchopol.
W latach 1921–1939 należała do gminy Suchopol.
Według Powszechnego Spisu Ludności z 1921 roku wieś i folwark o tej samej nazwie zamieszkiwało 176 osób, wśród których 62 było wyznania rzymskokatolickiego, 114 prawosławnego. Jednocześnie 59 mieszkańców zadeklarowało polską przynależność narodową a 117 białoruską. Było tu 37 budynków mieszkalnych.